# El sopar perfecte
El sopar perfecte (títol original en italià, La cena perfetta) és una pel·lícula italiana del 2022 dirigida per Davide Minnella. S'ha doblat i subtitulat al català.
L'11 d'abril de 2022 es va estrenar el tràiler de la pel·lícula. La pel·lícula es va estrenar als cinemes italians el 26 d'abril de 2022.